# Geese Howard
Geese Howard è un personaggio immaginario di SNK Corporation che debuttò per la prima volta in Fatal Fury: King of Fighters del 1991, per poi apparire in altri franchise tra cui Fatal Fury, King of Fighters e soprattutto Tekken 7. Oltre alle apparizioni videoludiche è apparso nella serie animata dedicata a Fatal Fury. Inizialmente è presentato come il boss criminale della città immaginaria di South Town. In Garou: Mark of the Wolves, suo figlio Rock Howard viene adottato da Terry Bogard.

## Biografia
Nasce dalla relazione tra una donna americana e un terrorista austriaco che la abbandonerà subito dopo la nascita di Geese a Southtown.
Nonostante gli sforzi di Geese per cercare di mantenere se stesso e sua madre, non riesce ad evitare che quest'ultima muoia a causa di una malattia. Dopo aver provato senza risultati a rifugiarsi nella religione, sviluppa l'idea secondo cui l'unica cosa che conta è il potere, motivo per cui inizia ad allenarsi nelle arti marziali sotto la guida di Tung Fu Rue insieme a Jeff Bogard. Nel frattempo la sua sete di potere lo porta ad entrare in affari con i criminali della città e col tempo riesce a spodestare Mr. Big dal ruolo di boss della mafia di Southtown per prenderne il controllo.
Accortosi della malvagità di Geese, Tung Fu Rue sceglie Jeff Bogard come l'allievo prescelto a cui insegnerà le tecniche segrete della sua scuola. Geese giura vendetta nei confronti di entrambi ed arriva a compierla in parte tempo dopo uccidendo il suo ex-compagno davanti agli occhi dei suoi figli adottivi Terry e Andy, evento da cui si svilupperà la trama del primo Fatal Fury.

## Apparizioni
Geese Howard debutta nell'originale Fatal Fury: King of Fighters dove gestisce il torneo King of Fighters. La trama principale del gioco è il tentativo dei fratelli Bogard di vendicare la morte del padre, avvenuta dieci anni prima del torneo, per mano dello stesso Geese. Geese, boss finale del gioco, cade da un edificio dopo la sua sconfitta e viene ritenuto morto. Tuttavia appare vivo e vegeto nel sequel Fatal Fury 2. In Fatal Fury 3 Geese cerca di riacquistare il potere ormai perduto tramite le sacre pergamene di Jin, ritenute in grado di dare grandi poteri a chi le possiede.

## Mosse caratteristiche
- Reppuken: Geese lancia un'onda di colore blu che avanza sul terreno. Questa mossa ha anche una variante più potente chiamata Double Reppuken, oltre ad una variante speciale chiamata Raigou Reppuken.

- Shippuken: Mentre salta, Geese lancia una palla di energia di colore blu. Questa mossa ha anche una variante più potente chiamata Double Shippuken.

- Jaeiken: Geese crea una palla di energia tra le mani e la usa per attaccare l'avversario nel corpo a corpo.

- Atemi: Geese può usare questa tecnica per anticipare gli attacchi avversari ed eseguire delle reversal.

- Rashomon: Geese lancia l'avversario in aria ed incanala una grande quantità di energia tra le mani che poi sprigiona nel momento in cui colpisce l'avversario a mezz'aria.

- Deadly Rave: Geese attacca in modo molto aggressivo l'avversario con una combo che termina con un colpo a due mani da cui vengono sprigionate delle fiamme.

- Raging Storm: Geese incanala una grande quantità di energia tra la mani e successivamente colpisce il terreno scatenando delle colonne di energia che lo circondano.

## Accoglienza
In generale, il personaggio gode di un'ottima popolarità tra gli appassionati dei picchiaduro grazie anche alle iconiche e difficili bossfight che lo vedono protagonista in vari titoli SNK. Per questi motivi Geese rientra anche nella categoria dei personaggi facenti parte della cosiddetta "SNK Boss Syndrome", nome coniato dai fan per descrivere una categoria di Boss particolarmente ostici.
L'annuncio della sua inclusione in Tekken 7, mostrato live alla fine del torneo EVO 2017, ha generato enorme entusiasmo tra la folla presente e tra i fan in generale.

## Curiosità
- In un altro videogioco arcade SNK, The Super Spy, uno dei boss si chiama Geese. Il gioco in questione era stato lanciato sul mercato anch'esso nel 1990, ma prima dell'ideazione di Geese Howard. I due personaggi sono molto diversi fisicamente.

| Controllo di autorità | Europeana agent/base/150107 |